# نادي الوشم
نادي الوشم، هو ناد سعودي محترف لكرة القدم مقره في شقراء، يلعب في دوري الدرجة الأولى السعودي، تأسس عام 1967. ألوان الفريق هي الأبيض والبرتقالي والأزرق. يلعب الفريق مبارياته على أرضه على ملعبه الخاص (ملعب نادي الوشم) في شقراء.
فاز الوشم بدوري الدرجة الثانية السعودي مرة واحدة في موسم 2017-18، وصعد لأول مرة بلينافس في دوري الدرجة الأولى السعودي في 18 مارس 2018.

## البداية والتأسيس
تأسس نادي الوشم في مدينة شقراء عام 1387هـ وظل لمدة عام تقريباً يزاول نشاطاته المختلفة قبل تسجيله رسمياً في وزارة الرياضة (الرئاسة العامة لرعاية الشباب سابقًا). في عام 1395هـ انتخب مجلس الإدارة الأول للنادي، وتم تسجيله مبدئياً يوم 29/7/1395 هــ برقم 68/م وظل عاماً كاملاً يتم الصرف على مختلف الأنشطة فيه: رياضة وثقافية واجتماعية وفنية من تبرعات أبناء شقراء وكذلك اشتراكات الأعضاء إلى ان تم تسجيله رسمياً في يوم 4/8/1396 برقم 14وتم تسجيل معظم الألعاب الرياضية.

## ملعب النادي
بدأ النادي بجهود سكان شقراء في استئجار مقر له حيث تنقل في عدد من المنازل. ويزاول ألعابه في عدد من الملاعب حتى تكفلت الحكومة السعودية بإنشاء مدينة رياضية متكاملة بتكلفة 145مليون ريال تضم استاداً وملاعب رياضية متكاملة تضم المنشآت التالية:
- المسبح وهو من المسابح الحديثة المغطاة ويمتاز بعدة مميزات.
- صالة ألعاب التسلية وتقع في الدور الأرضي بمقر النادي.
- صالة الحديد والتقوية وتقع تحت مدرجات ملعب كرة القدم وتشتمل على أجهزة متعددة لبناء الجسم وتقويته.
- الملاعب الخارجية وتضم ملعب التنس الأرضي وهو مستقل وبه مدرجات ومضاء وملعباً لكرة الطائرة والسلة واليد في ملعب واحد وبه مدرجات ومضاء أيضاً وملعب الريشة الطائرة وهو مضاء.
- صالة تنس الطاولة وتضم عدداً من الطاولات وهي صالة مكيفة ومضاءة.
- المضمار وملعب كرة القدم والملعب من الملاعب الحديثة والقانونية وقد قام النادي بإنشاء ملعب آخر رديف مزروع.
- ملاعب للأطفال وكافتيريا ومكتبة عامة تقع في مقر النادي وكذلك متحف خاص بالتراث.
- صالة الألعاب الرياضية المختلفة تضم ألعاب السلة والطائرة واليد والملاكمة والمصارعة والتنس الأرضي والجمباز وتضم الصالة أيضاً مسرح للحفلات والمحاضرات ويحيط بها مدرجات وهي مكيفة ومغطاة ومضاءة وبها ساعة إلكترونية للنتائج.
- تضم المدينة الرياضية للنادي مباني للإدارة ومعسكر للاعبي النادي وغرفاً لإقامة الضيوف وصالة للاجتماعات وصالة لاستقبال الضيوف مجهزة.

كما يوجد بالنادي مسجد وعدد من المرافق العامة والحدائق.

## تشكيلة الفريق الحالية
ملاحظة: تشير الأعلام إلى المنتخب الوطني على النحو المحدد في قواعد الأهلية للفيفا. قد يحمل اللاعبون أكثر من جنسية واحدة غير تابعة للفيفا.
| الرقم | البلد    | المركز | اللاعب              |
| ----- | -------- | ------ | ------------------- |
| 1     | السعودية | حارس   | فيصل بحري           |
| 3     | السعودية | مدافع  | عبد الرحمن الدعجاني |
| 4     | السعودية | مدافع  | رمزي المولد         |
| 5     | السعودية | مدافع  | نواف الدريويش       |
| 6     | السعودية | مدافع  | خالد الساقان        |
| 7     | البرتغال | وسط    | رافا ميراندا        |
| 8     | المغرب   | وسط    | زكريا مكنون         |
| 10    | السعودية | وسط    | عبد العزيز السويلم  |
| 11    | السعودية | مهاجم  | إبراهيم سحاري       |
| 12    | السعودية | مدافع  | فيصل الدوسري        |
| 13    | السعودية | وسط    | طارق الكعبي         |
| 14    | السعودية | مدافع  | أحمد الحربي         |
| 15    | المغرب   | مدافع  | سفيان يخلف          |
| 17    | السعودية | مهاجم  | عبد الرحمن سالم     |

| الرقم | البلد    | المركز | اللاعب             |
| ----- | -------- | ------ | ------------------ |
| 18    | السعودية | وسط    | مشعل المدلج        |
| 19    | السعودية | مهاجم  | فيصل مجرشي         |
| 20    | السعودية | وسط    | عبد الإله الشنقيطي |
| 21    | المغرب   | مهاجم  | رضوان القروي       |
| 22    | السعودية | حارس   | هاني الشمراني      |
| 24    | السعودية | وسط    | عاصم برناوي        |
| 25    | السعودية | وسط    | عبد الرحمن العلوي  |
| 28    | السعودية | وسط    | هاني البوري        |
| 29    | السعودية | حارس   | بكر عيسى           |
| 30    | السعودية | حارس   | فيصل الشهراني      |
| 77    | السعودية | مدافع  | معتز هبه           |
| 88    | السعودية | مدافع  | سطام النقيدان      |
| 90    | السعودية | مهاجم  | عبد الرحمن اللهبي  |
| 99    | السعودية | مهاجم  | راكان الدوسري      |

## الألقاب والإنجازات
- حصول الفريق الأول لكرة القدم على المركز الثالث في دوري الدرجة الثالثة بموسم 2014-2015 بعد فوزه على نادي القلعة من سكاكا بنتيجة 3-0 بالقطيف، وصعوده إلى دوري الدرجة الثانية لموسم 2015-2016.[3]
- تحقيق الفريق الأول لكرة القدم على لقب بطولة دوري الدرجة الثانية في ثالث موسم له 2017-2018 بعد فوزه على نادي الجبلين من حائل بنتيجة 2-1 ذهابا بشقراء وتعادلهما بنتيجة 1-1 إيابا بحائل، وصعوده إلى دوري الأمير محمد بن سلمان للدرجة الأولى لموسم 2018-2019.[4]
- بطولة المملكة لحفظ القرآن الكريم وتلاوته وتجويده عام 1421هـ وكذلك في عام 1422هـ.[5]
- بطولة المملكة للمسابقة الثقافية عام 1419ه وتمثيل المملكة على مستوى دول مجلس التعاون الخليجي في الكويت وتحقيق المركز الثالث.
- بطولة المملكة لأندية الدرجة الثانية في التنس الأرضي والصعود لأندية الدرجة الأولى في عام 1419ه.
- بطولة المملكة لأندية الدرجة الأولى في التنس الأرضي والصعود لأندية الدرجة الممتازة فيعام 1420ه
- حصوله على المركز الثاني على مستوى المملكة لأندية الممتاز في التنس الأرضي في عام 1424ه.
- حصوله على المركز الثاني على مستوى المملكة للناشئين في تنس الطاولة في عام 1422 - 1423ه.
- حصوله على بطولة المملكة للناشئين في تنس الطاولة في عام 1423- 1424ه.
- حصوله على المركز الثالث على مستوى المملكة في الجمباز للناشئين مستوى أول فئة (أ) 21- 1426/1/22ه.
- حصوله على المركز الثاني على مستوى المملكة للناشئين في تنس الطاولة في عام 1424- 1425ه.
- المركز الأول على مستوى المملكة في بطولة المملكة لكأس الاتحاد لألعاب القوى للأندية أبطال المناطق للدرجة الثانية والصعود لأندية الدرجة الأولى 14- 1426/1/15ه إضافة للمراكز الأولى على مستوى معظم الألعاب والأنشطة الثقافية.
- تأهل فريق الكرة الطائرة لدرجة الشباب لنهائيات المملكة للصعود لأندية الممتاز لهذا الموسم والتي ستقام في الدمام في الفترة من 1428/2/24ه إلى 1428/2/28ه.

هذا بالإضافة إلى بروز النادي في المسابقات المحلية على مستوى مكتب رعاية الشباب بمنطقة الرياض ومكتب شقراء